# ゴダール・ソシアリスム
『ゴダール・ソシアリスム』（原題: Film socialisme、英題: Socialism）は、2009年（平成21年）製作、2010年（平成22年）公開、ジャン＝リュック・ゴダール監督によるフランス・スイス合作の長篇劇映画である。

## 概要
2004年（平成16年）の長篇劇映画『アワーミュージック』以来のゴダールの長篇映画であるようにうけとめられている。
しかしフランスの製作会社ワイルド・バンチによる本作の公式サイトには、当初、ゴダールのほか、スイスの映画作家ファブリス・アラーニョ、フランスで活動する映画作家ポール・グリヴァス、ジャーナリストのルーマ・サンバー、ペリフェリア社長で映画監督のアンヌ＝マリー・ミエヴィル、撮影監督ピエール・バンジェリ、製作主任ジャン＝ポール・バタジアといった人物の名が、「ディレクター」として挙げられた。
カンヌ国際映画祭エントリーのアナウンス後、これらの固有名詞はゴダールとは別に、クレジット欄に引き続き「ディレクター」として挙げられている。
公式サイトによれば、物語は3楽章からなる。主人公たちは、真実のあるいは虚偽の神話的土地である、エジプト、パレスチナ、オデッサ、ヘラス（ギリシア）、ナポリ、バルセロナの6か所を訪れる。アメリカの女性歌手・パティ・スミス、フランスの哲学者・アラン・バディウの出演がアナウンスされており、公式にリリースされているスチル写真にも写りこんでいる。

出演はほかに、『ニノの空』等のフランス人女優のエリザベート・ヴィタリ。
アフリカ系フランス人女優のナデージュ・ボーソン＝ディアーニュとオドレ・エストルーゴ監督の長篇劇映画『ルガルデ・モア』（2006年）に出演したアフリカ系フランス人の舞台女優アイ・アイダラ。
テレビアニメーション『シティーハンター』フランス語版やロバート・デ・ニーロの吹替声優として知られるヴェテラン俳優のモーリス・サルファティ。
『マリー・アントワネット』（2006年）等への出演で俳優として知られるスイスの舞台美術家・ジャン＝マルク・ステーレ。
ハーモニー・コリン監督の『MISTER LONELY ミスター・ロンリー』（2007年）に出演した子役のカンタン・グロセ。
オムニバス映画『パリ、ジュテーム』（2006年）のコーエン兄弟篇に出演した子役のギュリヴェール・エック。
『灯台守の恋』（2004年）等の脚本家としても知られる即興演劇の俳優・クリスチャン・シニジェ。
パレスチナの歴史学者でパリを拠点にする平和活動家のエリアス・サンバー。
サンバーがフランス語訳したマフムード・ダルウィーシュの詩をミュージカルにしたレバノン出身の歌手・演出家のドミニク・ドヴァル。
フランスの経済学者のベルナール・マリス、パリ政治学院教授でテレビ番組『セー・ダン・レール』への出演で知られる政治学者のドミニク・レニエ。
パティ・スミス・グループのギタリストのレニー・ケイ。
ロサンゼルスオリンピック（1984年）で銅メダルを獲得した元テニス選手で現在小説家のカトリーヌ・タンヴィエ。
ブランパンのダイヴァーウォッチ「フィフティ ファゾムス」の開発で知られ、「フランスのジェームズ・ボンド」と呼ばれた元フランス海軍軍人のロベール・マルビエら多彩な面々が公式サイトでアナウンスされている。
そのほかにも、「勝手にしやがれ」の大プロデューサー、ジョルジュ・ド・ボールガールの孫娘アガタ・クーチュールが初出演。全編を通じてカギを握る少女アリッサを演じる。
また、ジャン＝ポール・バタジアの娘のマリーヌ・バタジアも出演しており、第２楽章のマルタン一家の長女を演じている。

ウェブサイト Film de Cult 上で2010年1月20日の公開がアナウンスされていたが実際には公開されておらず 、同年5月12日 - 同月23日にフランスのカンヌで開かれた第63回カンヌ国際映画祭のある視点部門にエントリーされ、ワールドプレミア上映が行なった。
同時に仏語タイトルが Film Socialisme, 英語タイトルが Film Socialism に改められた。
フランスでの劇場公開は同年5月19日である。
フランス国内では、公開に先行し、同年同月17日 - 18日、Filmo TVにおいて、同国内に住所を持つユーザに対し、7ユーロでインターネット上でビデオオンデマンド公開を行なった。同月25日、本作のダイアローグと画像キャプチャー等で構成される書籍 Film Socialisme - Dialogues avec visages auteurs を、フランスの出版社P.O.L.が刊行した。

## 予告篇

### ティザー
ゴダール演出・編集による4分の予告篇の字幕構成は下記の通り。映像は、新撮のほかセルゲイ・エイゼンシュテイン監督の『戦艦ポチョムキン』（1925年）や絵画、写真が引用されている。
ヴェガ Vega
フィルム ソシアリスム Film Socialisme
ものごとの des choses
黄金の de l'or
ばかものたちの des salauds
物語/歴史たちの des histoires
エジプト Egypte
パレスチナ Palestine
オデッサ Odessa
としての地獄（ヘラス/ギリシア） Hell as
ナポリ Napoli
バルセロナ Barcelona
ことばたちの des paroles
動物たちの des animaux
子どもたちの des enfants
伝説たちの des légendes
フィルム ソシアリスム Film Socialisme
JL・ゴダール JL.Godard

### 本告
102分ある本篇全篇を4分30秒、および2分の高速で再生する形式の予告篇を公式ウェブサイト等でインターネット公開した。

## スタッフ・データ
- 監督 : ジャン＝リュック・ゴダール
- プロデューサー : ルート・ヴァルトブルゲール、アラン・サルド
- ディレクター : ファブリス・アラーニョ、ポール・グリヴァス、ルーマ・サンバール、アンヌ＝マリー・ミエヴィル、ジャン＝ポール・バタジア
- 録音 : フランソワ・ミュジー、ガブリエル・アフネール
- 音楽協力 : ECMレコード
- 製作会社 : ワイルド・バンチ、ヴェガ・フィルム、ペリフェリア、カナル・プリュス、テレヴィジオン・スイス・ロマンド（TSR）、フォン・レジオ・フィルム、シュイシマージュ、スイス連邦文化局 (OFC)、ジュネーヴ市、ヴォー州基金
- ジャンル : ドラマ映画

## キャスト
第1楽章【こんな事ども】
- 写真家マチアス： マチアス・ドマイディ
- コンスタンス： ナデージュ・ボーソン＝ディアーニュ
- オットー・ゴルトベルク： ジャン＝マルク・ステーレ
- アリッサ： アガタ・クーチュール
- フリーダ： マリー＝クリスティーヌ・ベルジェ
- リュド（リュドヴィック）： カンタン・グロセ
- フランスの老捜査官フォンテス（デルマス中尉）： モーリス・サルファティ
- ロシアの女捜査官オルガ： オルガ・リャザーノワ
- レベッカ： ドミニク・ドヴァル
- パレスチナ女性： ルーマ・サンバール

- 白ひげの老紳士／本人役： ロベール・マルビエ
- ミュージシャン／本人役： パティ・スミス
- ギタリスト／本人役： レニー・ケイ (Lenny Kaye)
- 哲学者／本人役： アラン・バディウ
- パレスチナの作家／本人役： エリアス・サンバール

第2楽章【どこへ行く、ヨーロッパ】
- 父親： クリスチャン・シニジェ
- 母親： カトリーヌ・タンヴィエ
- 長女フロ（フロリーヌ）： マリーヌ・バタジア
- 弟リュシアン： ギュリヴェール・エック
- TVディレクター： エリザベート・ヴィタリ
- TVカメラガール： アイ・アイダラ

第3楽章【われら人類】

## 関連書籍
- Film Socialisme - Dialogues avec visages auteurs, Jean-Luc Godard, ed. P.O.L., 2010 ISBN 2818004888